# Resolució 780 del Consell de Seguretat de les Nacions Unides
La Resolució 780 del Consell de Seguretat de les Nacions Unides, fou adoptada per unanimitat el 6 d'octubre de 1992. Després de reafirmar la resolució 713 (1991) i les resolucions subseqüents sobre el tem, el Consell exprés la seva preocupació i les continuades ‘‘violacions esteses de la llei humanitària internacional’’ a Bòsnia i Hercegovina i va autoritzar al Secretari General Boutros Boutros-Ghali per establir una Comissió d'Experts per examinar i analitzar la informació presentada en conforme a la resolució 771 sobre les violacions de les Convencions de Ginebra a la regió.
La resolució demanava als Estats membres i a les organitzacions internacionals a informació a recol·lectar informació relacionada amb les violacions de la llei internacional a Bòsnia i a fer-la disponible dins de 30 dies de l'adopció de la resolució present. La informació recollida fou seriosament analitzada per la Comissió d'Experts. La Comissió va consistir en cinc membres del Canadà, Egipte, Països Baixos, Noruega i el Senegal, qui van presentar el seu primer informe provisional al febrer de 1993, concloent que seria per al Consell de Seguretat o un altre òrgan de les Nacions Unides per crear un tribunal relacionat als esdeveniments a Bòsnia i Hercegovina i Iugoslàvia en general. El llavors Ministre de Relacions Exteriors Roland Dumas va felicitar l'aprovació de la resolució, qui va dir que era ‘‘un considerable pas en l'evolució de la llei internacional'’ i no tenia precedents des de la fundació de les Nacions Unides.
Les conclusions de la Comissió d'Experts van ser lliurades al president del Consell de Seguretat de les Nacions Unides juntament amb una carta del Secretari General el 24 de maig de 1994.